# Zwanenmossel
De zwanenmossel (Anodonta cygnea) is een in zoet water levende tweekleppige uit de familie Unionidae.

## Algemeen
De zwanenmossel, die 20 centimeter lang en 12 jaar oud kan worden, voedt zich door middel van een filtersysteem, aangedreven door een aantal sterke spieren. Het dier bezit een grote, gespierde voet, die gebruikt wordt om het lichaam voor zo'n 70% in de bodem in te graven, om vervolgens door één opening, bedekt met fijne cilia om grof materiaal te manoeuvreren, water naar binnen te pompen. Het water gaat via de maag, waar eetbare deeltjes worden uitgefilterd, langs de kieuwen, om uiteindelijk via een tweede sifon het lichaam te verlaten. Afvalstoffen verlaten de mossel via deze zelfde sifon.
De zwanenmossel heeft twee zeer sterke spieren, de adductoren, waarmee de twee schelpen bij elkaar worden gehouden. Wanneer er gevaar dreigt, kan de mossel de schelp zo sterk sluiten, dat het zelfs voor een mens welhaast onmogelijk is de mossel te openen zonder de schelp te breken.

Rechter klep
Linker klep

## Voortplanting

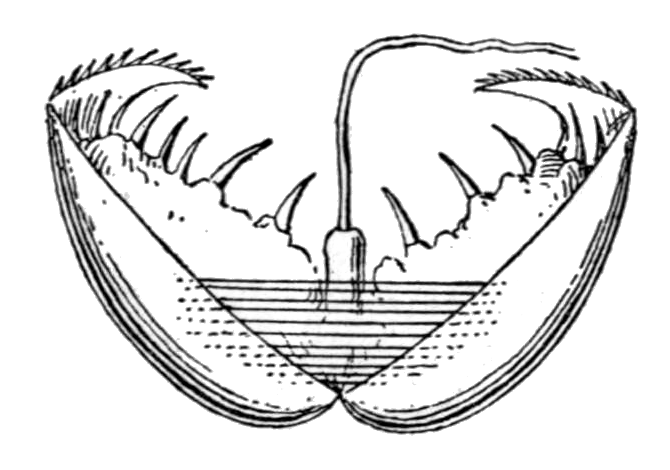
Larvaal stadium van de Zwanenmossel

De mannetjes laten hun sperma in grote hoeveelheden in het water los. Omdat er veel sperma wordt verspreid en omdat de vrouwtjes het water actief rondpompen, worden de eitjes (in de mantelholte) bevrucht. De eieren (het vrouwtje kan er enkele miljoenen leggen) komen snel uit, ontwikkelen na zo'n vijf dagen kleine schelpjes en nemen een parasitaire levensstijl aan. De schelpjes hebben kleine tandjes, waarmee de larven zich vasthechten aan passerende vissen, op wier slijmlaag zij een maand lang zullen teren. Na deze maand laten de mossels los, en de rest van hun leven zullen zij doorbrengen als filtervoedende bodembewoners (Gittenberger et al., 1998).

## Verspreiding
De zwanenmossel is een wijdverbreide soort. Zij komt voor in bijna heel Europa, is minder algemeen in Groot-Brittannië en heeft zich door aquariumdierenhandel met gematigd succes weten te verspreiden in Noord-Amerika.
In Nederland komt de zwanenmossel zeer veel voor. In Duitsland, Polen en de Tsjechische Republiek wordt de soort met uitsterven bedreigd.

## Ecologische betekenis
De zwanenmossel is zeer gevoelig voor watervervuiling. Als de habitat van de zwanenmossel vervuild raakt, sterft vaak een groot deel van de populatie, aangezien elke gestorven mossel het water zelf sterk vervuilt, en zo de situatie verergert.
Zwanenmosselen worden soms gebruikt als "early warning"-systeem voor verontreiniging; verhoogde sterftecijfers en veranderingen in gedrag kunnen wijzen op waterverontreiniging.
De bittervoorn is voor zijn voortplanting afhankelijk van de zwanenmossel en andere zoetwatermossels.
Bittervoorns leggen in het voorjaar eitjes in de kieuwholte van een mossel die daar worden bevrucht. Het vrouwtje gebruikt daarvoor haar legbuis waarna het mannetje zijn hom bij de instroomopening van de mossel los laat.
Door zeer strenge winters, zoals die van 1963, kunnen zoetwatermossels, waaronder de zwanenmossel, massaal verdwijnen.